# Di Xin
König Dì Xīn von Shang (chinesisch 帝辛, populärer Name: König (Shang) Zhou, Shāng Zhòu (Wáng) (商紂王)), geboren als Zi Shou (子受), (* ? v. Chr.; † 1122 v. Chr.) herrschte von 1155 v. Chr. bis 1122 v. Chr. als letzter König (der 31. oder 32. König) der Shang-Dynastie für 33 Jahre über China. Er war der Sohn des vorherigen Königs Di Yi.

## Leben
Sein Vorname lautete Shòu (受, ähnlich wie Zhòu 纣), weshalb er auch Zhou Xin (紂辛, Pinyin Zhòu Xīn) genannt wurde. Es ist auch bekannt, dass er das Zeichen Shang (商, Pinyin Shāng) vor seinen Namen setzte.

### Frühe Herrschaft
In dem für die chinesische Geschichte wichtigen, aber erst 1000 Jahre später entstandenen Geschichtswerk Shiji schreibt Sima Qian, dass Di Xin zu Beginn seiner Regierung ungewöhnliche Fertigkeiten aufwies. Er besaß in der frühen Phase seiner Herrschaft Fähigkeiten, die die eines gewöhnlichen Mannes übertrafen. Er war von rascher Auffassungsgabe und erregbarem Gemüt, schlagfertig und aufbrausend. Der Legende nach war er intelligent genug, um alle seine Auseinandersetzungen zu gewinnen, und er war stark genug, um wilde Tiere mit bloßen Händen zu erlegen. Er war der jüngere Bruder von Zi Qi (子启) und Zi Yan (子衍) (spätere Herrscher von Zhous Vasallenstaat Song). Seine Söhne waren Wu Geng (武庚) und Lu Fu (祿父). Sein Vater Di Yi (帝乙) hatte zwei Brüder, Ji Zi (箕子) und Bi Gan (比干, ein berühmter Weiser). Di Xin vergrößerte das Reich der Shang durch zahlreiche Schlachten mit den umliegenden Völkern, bei denen er auch den Stamm der Yiren (夷人) schlug, die heute als Dongyi bekannt sind.

### Späte Herrschaft
Eine beträchtliche Menge an Informationen über das Leben von Di Xin wurde von den nachfolgenden Dynastien verfälscht. So glauben viele moderne Historiker, dass er in Wirklichkeit vernünftig und intelligent war, ohne dass ihm einige der Grausamkeiten zugeschrieben wurden. Die folgenden Berichte über ihn stammen aus Aufzeichnungen, die in dem Jahrtausend nach seinem Tod veröffentlicht wurden, in dem viele falsche Vorstellungen über ihn entstanden sind.
In seinen späteren Jahren soll sich Di Xin dem Trinken, den Frauen und der vernachlässigten Moral hingegeben haben, zog diese der ordnungsgemäßen Führung des Landes vor und ignorierte fast alle Staatsangelegenheiten. Laut Sima Qian veranstaltete er sogar festliche Orgien, bei denen viele Menschen gleichzeitig mit seinen Konkubinen unmoralische Dinge taten, und schuf Lieder mit kruden (erotischen) Texten und schlechtem Rhythmus. In Legenden wird er so dargestellt, dass er unter den Einfluss seiner bösen Frau Daji geriet und mit ihr alle möglichen bösen und grausamen Taten verübte. In fiktionalen Darstellungen, einschließlich des Romans Fengshen Yanyi, hieß es, sie sei von einem bösartigen Fuchsgeist besessen.
Eine der berühmtesten Formen der Unterhaltung, die Zhòu angeblich genossen haben soll, war der "Alkoholpool und Fleischwald". Ein großer Pool, groß genug für mehrere Kanus, wurde auf dem Palastgelände errichtet, mit einer Innenauskleidung aus polierten, ovalen Steinen von den Meeresküsten. So konnte das gesamte Becken mit Alkohol gefüllt werden. In der Mitte des Pools wurde eine kleine Insel errichtet, auf der Bäume gepflanzt wurden, deren Äste aus gebratenen Fleischspießen über dem Pool hingen. Dies ermöglichte Zhòu und seinen Freunden und Konkubinen, sich auf Kanus im Pool treiben zu lassen. Wenn sie durstig waren, griffen sie mit den Händen in den Pool hinunter und tranken den Wein. Wenn sie hungrig waren, griffen sie mit den Händen nach oben, um das gebratene Fleisch zu essen. Dies wurde als eines der berühmtesten Beispiele für Dekadenz und Korruption eines Herrschers in der chinesischen Geschichte angesehen.
Laut den Aufzeichnungen des Großen Historikers schuf er, um Daji zu gefallen, die "Bestrafung des brennenden Fleisches mit einem heißen Eisen (炮格之刑)". Ein großer hohler Bronzezylinder wurde mit glühender Holzkohle gefüllt und bis zur Rotglut brennen gelassen, dann wurden die Gefangenen dazu gebracht, den Zylinder buchstäblich zu umarmen, was zu einem schmerzhaften und unansehnlichen Tod führte.
Zhòu und Daji waren dafür bekannt, dass sie beim Anblick solcher Folterungen hochgradig erregt wurden. Die Opfer reichten von einfachen Leuten und Gefangenen bis hin zu hohen Regierungsbeamten, wie Mei Bo.
Um Zhòus schwere tägliche Ausgaben zu finanzieren, wurden hohe Steuern eingeführt. Das Volk litt sehr und verlor alle Hoffnung. Zhòus Bruder Wei Zi versuchte, ihn zu einem Wechsel zu überreden, wurde aber zurechtgewiesen. Sein Onkel Bi Gan mahnte ihn ebenfalls, aber Di Xin ließ ihm das Herz herausreißen, damit er sehen konnte, wie das Herz eines Weisen aussah. Als sein anderer Onkel Ji Zi dies hörte, ging er hin, um mit dem königlichen Neffen zu protestieren und wurde, indem er Wahnsinn vortäuschte, eingekerkert.

### Fall
Als die Armee der Zhōu-Dynastie – angeführt von Jiang Ziya – die Shang-Dynastie in der Schlacht von Muye im Jahr 1046 v. Chr. besiegte, sammelte Di Xin alle seine Schätze um sich im Palast, zündete dann seinen Palast an und beging Selbstmord.
Der Name „Zhòu“ tauchte tatsächlich erst nach dem Tod von König Zhòu auf, ein posthumer Name (obwohl er vielleicht von seinen Zeitgenossen heimlich verwendet wurde). Dieser Name war eine Darstellung seiner Handlungen, sowohl unehrenhaft als auch kaltherzig. König Zhòu würde als eines der schlimmsten Beispiele für einen korrupten König in China in die Geschichte eingehen.

## Historische Bemerkungen zum König Zhou
Di Xin (König Zhòu) wurde in China vom Konfuzianismus wie Xia Jie als ein typischer Despot und daher dem Untergang geweihter letzter Herrscher einer Dynastie betrachtet; z. B. bedeutet das chinesische Idiom "Dem König Zhòu bei seiner Despotie helfen" (助纣为虐) dass man bösen Menschen bei bösen Handlungen hilft.
Eine andere Ansicht ist, dass die negativen Kommentare zum König Zhòu sich erst über die Zeit verschärften, tatsächlich aber die Literaten vor der Qin-Dynastie ihn nicht so sehr kritisierten. Auf der Geschichte seiner Herrschaft beruht, erweitert durch die Phantasie der nachfolgenden Generationen, einer der berühmtesten chinesischen Romane namens Fengshen Yanyi (封神演义), welcher erst in der Ming-Dynastie – d. h. über 2400 Jahre später – vollendet wurde, und in der er als seiner Konkubine Daji hörig dargestellt wird, die von einem bösen Fuchsgeist besessen ist.